# Ясениця (Малопольське воєводство)
Ясениця (пол. Jasienica) — село в Польщі, у гміні Мислениці Мисленицького повіту Малопольського воєводства.
Населення — 1663 особи (2011).
У 1975-1998 роках село належало до Краківського воєводства.

## Демографія
Демографічна структура станом на 31 березня 2011 року:
|          | Загалом | Допрацездатний вік | Працездатний вік | Постпрацездатний вік |
| -------- | ------- | ------------------ | ---------------- | -------------------- |
| Чоловіки | 829     | 172                | 583              | 74                   |
| Жінки    | 834     | 187                | 508              | 139                  |
| Разом    | 1663    | 359                | 1091             | 213                  |